# École normale supérieure
L'École normale supérieure è un ente di insegnamento superiore francese, costituito al fine di formare la classe docente e quella dirigente del Paese. L'istituto fa parte delle cosiddette grandes écoles francesi, sotto la tutela del ministero dell'educazione nazionale. Detta anche Normale sup, fu la prima in ordine di tempo, sebbene oggi ne esistano altre due: l'ENS Lyon e l'ENS Cachan. L'École normale supérieure è inoltre legata alla Scuola normale superiore di Pisa, la quale era inizialmente una filiale della Scuola parigina.
Tra i suoi ex alunni compaiono 14 premi Nobel, di cui 8 per la fisica (la più elevata percentuale al mondo in relazione al numero di studenti), 12 medaglie Fields, nonché più di metà dei destinatari della medaglia d'oro del CNRS.

## Storia

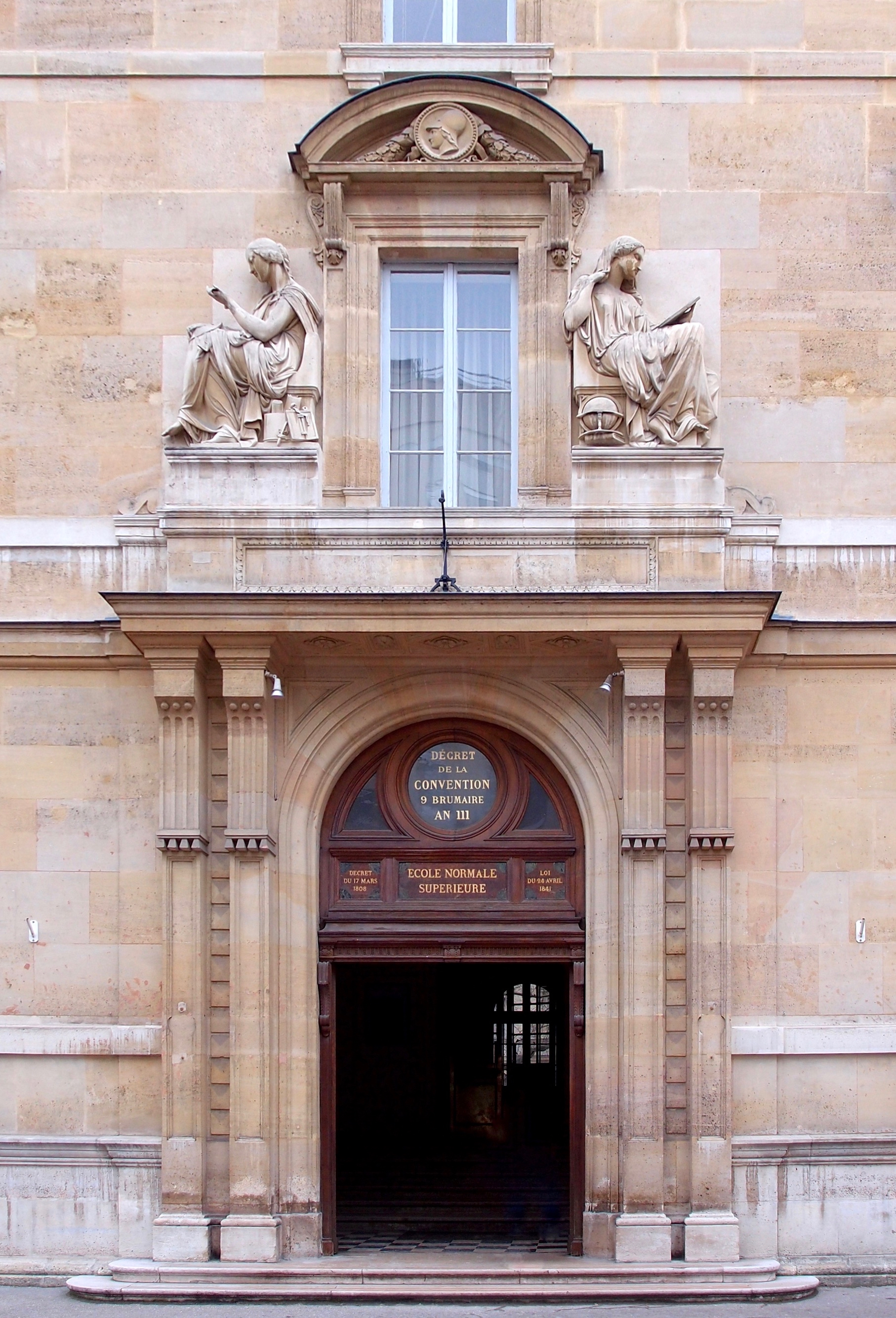
L'ingresso della sede storica della rue d'Ulm

### La scuola normale dell'anno III
Fondata a Parigi il 9 brumaio anno III, calendario repubblicano (30 ottobre 1794), con lo scopo di formare degli insegnanti in grado a loro volta di formare i maestri, fu poi soppressa nel maggio 1795. Venne quindi rifondata da Napoleone il 17 marzo 1808 su basi più rigide.
Le origini dell'École normale risalgono al 1794, anno III dell'Era rivoluzionaria, quando la Convenzione nazionale, stabilì di fondare una scuola, esclusivamente maschile, allo scopo di rifondare il sistema educativo dopo la Rivoluzione francese e a ristabilire la fiducia fra le élite intellettuali e la Repubblica dopo l'esperienza traumatica del Terrore.
L'articolo 1 del decreto del 9 brumaio dell'anno III disponeva in particolare che "sarà istituita a Parigi una scuola normale, alla quale saranno chiamati da tutte le parti della repubblica, dei cittadini già istruiti nelle scienze utili, per imparare sotto la guida dei professori migliori l'arte di insegnare".
La lezione inaugurale fu tenuta il 20 gennaio 1795 e l'ultima il 19 maggio 1795, nell'anfiteatro Verniquet del Museo di storia naturale. Lo scopo era quello di formare dei maestri per le scuole normali secondarie distribuite su tutto il territorio nazionale, al fine di assicurare un insegnamento di base omogeneo per tutti. Questi corsi dell’École normale della Convenzione riguardavano l'insieme delle scienze e delle materie umanistiche.
Per realizzare un'impresa così ambiziosa furono chiamati i più grandi scienziati dell'epoca, come Gaspard Monge, Alexandre-Théophile Vandermonde, Louis Jean-Marie Daubenton e Claude Louis Berthollet, così come gli scrittori e filosofi Bernardin de Saint-Pierre e Volney.
L'esperienza dell'anno III servì da modello per la nuova scuola rifondata nel 1808.

### Il pensionato normale del 1808

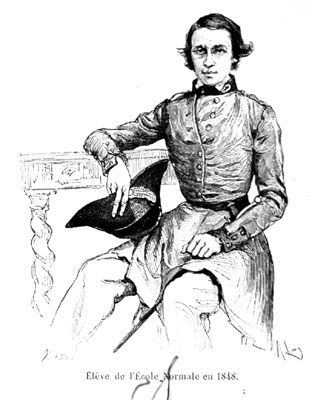
Uniforme dei Normaliens

Con decreto del 17 marzo 1808 Napoleone istituì il "Pensionato normale" all'interno dell'Università di Francia per "formare all'arte d'insegnare le lettere e le scienze". L'istituto fu aperto nel 1810 nei locali dell'antico collège du Plessis, nel 1814 fu trasferito negli edifici degli spiritani.
Le promozioni erano rigorose, il regolamento di tipo militare, l'uniforme obbligatoria. Fino al 1818 non c'era concorso d'accesso: gli allievi erano scelti dagli ispettori scolastici in base ai risultati scolastici del liceo. Considerato un focolaio delle idee liberali, il pensionato fu abolito l'8 settembre 1822.
Nel 1810 un decreto napoleonico sancì la nascita di una succursale italiana, la Scuola normale superiore di Pisa.

### La scuola del 1826
L'ordinanza del 9 marzo 1826 istituì una "Scuola preparatoria" nei locali del Lycée Louis-le-Grand, poi del Collège du Plessis a partire dal 1828. Da questa data ha inizio l'esistenza ininterrotta della scuola attuale.
In seguito alla Rivoluzione di luglio l'École préparatoire, per decreto del re Luigi Filippo, prese il nome di École normale, riallacciandosi all'École normale dell'anno III. Infine, il 24 marzo 1841 fu deliberata la costruzione di un edificio apposito come sede della scuola.
Quando, nel 1845, furono istituite le scuole normali primarie, la Scuola del Collège du Plessis fu ribattezzata École normale supérieure. Il 4 novembre 1847 fu inaugurata la nuova sede, in rue d'Ulm, nel V arrondissement. la scuola ha tuttora sede in questi edifici, che verranno ingranditi nel 1937 con gli edifici di rue Lhomond per le scienze sperimentali. Il 22 ottobre 1849 gli allievi furono dispensati dal vestire l'uniforme, che non fu però abolita e fu modificata ancora nel 1850. Le toghe dei professori dell'ENS, del tutto identiche a quelle dei professori delle altre università, e ancora usate in occasione di alcune cerimonie, hanno il colletto ricamato di foglie di palma dorate, identiche a quelle degli allievi (un ramo di palma e uno d'alloro decorate da sei puntinini rossi che rappresentano i frutti). Poiché l'ENS è stata decorata della Legion d'onore e della croce di guerra, la toga dei professori dell'ENS è decorata di un cordone rosso e di uno con i colori della Croix de guerre.

### La scuola nel Novecento
I corsi del 1911-1914 furono drammaticamente colpiti dalla carneficina della prima guerra mondiale. Durante la seconda guerra mondiale l'ENS si trasferì a Clermont-Ferrand.
Nel 1903 l'École normale supérieure fu riunita alla nuova Università di Parigi, prima di ottenere nel 1953 la personalità giuridica e l'autonomia finanziaria. Dal 1962 è riconosciuta la vocazione della scuola alla ricerca, ma gli anni successivi saranno difficili per l'ENS, vista come una sede di contestatori dell'ordine gollista, e nel 1971 verrà anche occupata da diversi gruppi maoisti.
L'attuale École normale supérieure deriva dalla fusione nel 1985 dell'ENS con l'École normale supérieure de jeunes filles, detta di Sèvres, e fondata nel 1881.
In virtù della propria anzianità, l'ENS della rue d'Ulm è l'unica a essere chiamata, anche nei testi legislativi e giuridici, come École normale supérieure, senza indicazioni ulteriori.

## Oggi
Sul territorio francese esistono tre écoles normales:
- due in regione parigina:
  - Ulm
  - Cachan, che ha una sede distaccata a Ker Lann, vicino a Rennes in Bretagna.
- una a Lione:
  - l'ENS Lyon

La scuola di Parigi è l'unica a mantenere il nome ufficiale École normale supérieure senza specificazione geografica. Comunque, per distinguerla dalle altre, essa è talvolta chiamata École normale supérieure de la rue d'Ulm o ENS Paris.
Esse servono oggi all'istruzione di insegnanti delle classe préparatoire aux grandes écoles o dell'insegnamento superiore, la creazione di insegnanti-ricercatori delle università e di ricercatori degli enti pubblici di ricerca.
È stata istituita una sede distaccata a Lione e un'antenna a Rennes. Nel 1985 la sede storica di rue d'Ulm si è fusa con l'École normale supérieure de jeunes filles di Sèvres.

## Organizzazione
L'École normale supérieure accoglie in misura analoga studenti di lettere e di scienze. L'istituto è perciò nel suo complesso diviso fra "lettere"  (che comprendono anche le scienze umane e sociali) e "scienze" (scienze esatte e della vita) e ognuna delle due divisioni ha un direttore aggiunto e un direttore di studi. Il comitato di orientamento strategico internazionale e il consiglio scientifico sono comuni alle due divisioni.

### Dipartimenti
Sul piano organizzativo l'istituto è diviso in quattordici dipartimenti d'insegnamento e ricerca, cui sono collegate trentacinque unità miste di ricerca associate al CNRS, all'INSERM, all'INRIA, all'INRA o all'INRP.
La sezione di scienze comprende i dipartimenti di matematica e applicazioni (DMA), di fisica (FIP), d'informatica (DI), di biologia, di chimica, di scienze della terra (TAO) e di studi cognitivi (DEC).
La sezione di lettere comprende i dipartimenti di filosofia, di lingue e letterature (LILA), di storia, di scienze dell'antichità (DSA), di scienze sociali (DSS), d'economia, di geografia, di storia e teoria delle arti (DHTA).
Ai dipartimenti si aggiungono altre strutture come lo Spazio delle culture e delle lingue straniere (ECLA), laboratorio di lingue per non specialisti, così come strutture interdisciplinari quali il Centro di studi delle relazioni fra ambiente e società (CÉRÈS-ERTI), il Collettivo di storia e filosofia della scienza (CHPS).